# Srŏk Sâmraông
Srŏk Sâmraông är ett distrikt i Kambodja.   Det ligger i provinsen Ŏtâr Méanchey, i den nordvästra delen av landet, 300 km norr om huvudstaden Phnom Penh. Antalet invånare är 22 361.